# Кащенко, Александр Владимирович
Александр Владимирович Кащенко (род. 30 мая 1949, Веселовка) — советский и украинский специалист в области архитектурного образования. Кандидат технических наук (1985), профессор (2005). Декан архитектурного факультета КНУСА. Действительный член Украинской академии архитектуры (2007). Член президентского совета Национального союза архитектуры Украины, заместитель председателя научно-методической комиссии по архитектуре Министерства образования и науки Украины. Член Национального союза архитекторов Украины. «Отличник образования» Украины. Является официальным оппонентом на диссертациях.

## Биография
Александр Владимирович Кащенко родился 30 мая 1949 года в селе Веселовка. В 1973 году окончил Киевский инженерно-строительный институт и остался в нём работать. С 1978 по 1980 год преподавал в университете Лас-Вильяс (Куба).
В 1987 году стал деканом архитектурного факультета. С 1997 года продолжая быть деканом работает ещё и заведующим кафедры рисунка и живописи.

## Публикации

### Книги
- Нарисна геометрія : підруч. для студентів архіт. і буд. спец. вузів / В. Є. Михайленко [та ін.]; за ред. В. Є. Михайленка. — Київ : Вища школа, 1993. — 270, [1] с. : іл. — Бібліогр.: с. 263. — ISBN 5-11-004047-8 (в опр.) : Б. ц.[7].
- Кащенко Олександр Володимирович. Креслення : Навчальний посібник для вузів. — Издательство: КНУБА, 2002 г. — ISBN 966-627-066-8[8].
- Нарисна геометрія [Текст] : підруч. для вищ. навч. закл. / В. Є. Михайленко [та ін.]; за ред. В. Є. Михайленка. — 2-ге вид., перероб. — Київ : Вища школа, 2004. — 302, [1] с. : іл. — Бібліогр.: с. 301. — ISBN 966-642-156-9[7].
- Альбом художественных работ «Путешествие» (К., 2004).
- Графіка-креслення : [навчальний посібник] / О. В. Кащенко [та ін.] ; Міністерство освіти і науки України, Київський національний університет будівництва і архітектури. — Київ : КНУБА, 2011.[9].

### Статьи
- Кащенко О. В. Інформаційний простір сучасної архітектурної освіти // Сучасні проблеми архітектури та містобудування. — 2009. — Вип. 21. — С. 352—355.
- Кащенко О. В. Архітектурна творчість, майстер, архітектурна освіта // Сучасні проблеми архітектури та містобудування. — 2010. — Вип. 25. — С. 425—426.
- Кащенко О. В. Організація обліку та внутрішнього контролю грошових потоків та розрахунків на прикладі підприємств сфери технічного обслуговування автомобілів // Вісник Київського національного університету імені Тараса Шевченка. Економіка. — 2010. — Вип. 118. — С. 25-26.
- Кащенко О. В. Облік та контроль дебіторської заборгованості як складової системи грошових розрахунків підприємства // Вісник Київського національного університету імені Тараса Шевченка. Економіка. — 2011. — Вип. 130. — С. 54-56.
- Кащенко О. В. Матеріали всеукраїнської конференції «Сучасна архітектурна освіта прогностика в архітектурі: архітектура майбутнього». Передмова. Прогностика в архітектурі — вектор розвитку архітектурної освіти // Сучасні проблеми архітектури та містобудування. — 2011. — Вип. 28. — С. 439—440.
- Кащенко О. В. Моделювання напрямку розвитку біоформи // Енергоефективність в будівництві та архітектурі. — 2013. — Вип. 5. — С. 44-51.
- Кащенко О. В. Формоутворення в дизайні та архітектурі на основі моделювання біопрототипів : автореф. дис. д-ра техн. наук / О. В. Кащенко . — Київ, 2013 . — 40 с.
- Кащенко О. В. Моделювання напрямку розвитку біоформи  // Енергоефективність в будівництві та архітектурі. — 2013. — Вип. 5. — С. 44-51.
- Кащенко О. В. Засоби відображення впливу ландшафту на сучасний інтер`єр // Сучасні проблеми архітектури та містобудування. — 2013. — Вип. 33. — С. 404—410.